# Christophe Debaty
Pas d'image ? Cliquez ici

a Compétitions nationales et continentales officielles uniquement.

b Matchs officiels uniquement.
Dernière mise à jour le 5 novembre 2013.
Christophe Debaty, né le 8 août 1983 à Woluwe-Saint-Lambert, est un joueur belge de rugby à XV évoluant au poste de pilier. International belge, il évolue à l'US Tyrosse depuis 2011, puis au RC Arras en 2012-2014. Il est affilié au Royal Football Club liégeois rugby depuis le début de la saison 2014-2015.

## Biographie
Christophe Debaty est le frère de Vincent Debaty.